# Mad Brilliant
Mad Brilliant è il primo e unico album pubblicato dalla rock band statunitense Ghost of the Robot, nel 2003.
Dal disco sono stati estratti tre singoli; Valerie, David Letterman e New Man.

## Tracce
1. Liar
2. Vehicles Shock Me
3. Dangerous
4. David Letterman
5. Angel
6. Valerie
7. Mad Brilliant
8. Call 911
9. Blocking Brainwaves
10. German. Jewish.
11. Good Night Sweet Girl

## Formazione
- James Marsters - chitarra acustica, voce
- Charlie DeMars - chitarra elettrica, voce addizionale
- Kevin McPherson - basso
- Steve Sellers - tastiere, voce addizionale
- Aaron Anderson - batteria, voce addizionale